# 马蹄黄
马蹄黄（学名：Spenceria ramalana）是蔷薇科马蹄黄属的植物，为中国的特有植物。分布于中国大陆的西藏、四川、云南等地，生长于海拔3,000米至5,000米的地区，多生长在高山草原石灰岩山坡，目前尚未由人工引种栽培。

## 别名
黄地榆、白地榆（云南）、黄总花草（中国高等植物图鉴）